# Witold Karpyza
Witold Karpyza (ur. 15 sierpnia?/28 sierpnia 1913 w Zieniowcach (powiat wołkowyski), zm. 3 marca 2009 w Gorzowie Wielkopolskim) – polski krajoznawca, historyk amator, pedagog, organizator harcerstwa.

## Życiorys
W wieku dwóch lat, wraz z rodziną, zmuszony do ucieczki przed działaniami I wojny światowej, przeniósł się do Orenburga na Uralu, a potem do Rostowa nad Donem. W 1923 powrócił w strony rodzinne, do Rosi. Uczył się w Seminarium Nauczycielskim w Świsłoczy, a po ukończeniu nauki objął posadę nauczyciela w Rosi. Założył tam drużynę harcerską, a którą odbywał wycieczki turystyczne po okolicy. W 1945 repatriował się do Gorzowa Wielkopolskiego, gdzie nauczał w I Liceum Ogólnokształcącym. Jednocześnie odbywał wędrówki krajoznawcze po Pomorzu, Śląsku, Warmii, Mazurach i ziemi lubuskiej, które bogato dokumentował fotograficznie. Spostrzeżenia publikował w felietonach zamieszczanych w „Słowie Polskim” (28 odcinków). Był też korespondentem czasopisma „Turysta”.
W 1948 rozpoczął działania zmierzające do utworzenia gorzowskiego oddziału PTTK, ale z różnych przyczyn doszło to do skutku dopiero w 1952. Został pierwszym prezesem tego oddziału. W 1950 przeniósł się do Liceum Pedagogicznego im. Adama Mickiewicza w Gorzowie, gdzie założył 14. Turystyczną Drużynę Harcerską im. Wincentego Pola (tzw. „Wędrującą Czternastkę”). Od 1960 kierował Szkolnym Powiatowym Ośrodkiem Krajoznawczo-Turystycznym. Był inicjatorem rajdów rowerowych „Tysiąc kilometrów na Tysiąclecie”. Odwiedził też takie kraje jak Litwa i Ukraina (wówczas republiki w ZSRR), Rumunia, Bułgaria, Węgry, Jugosławia, Czechosłowacja, NRD, Finlandia, Włochy, Grecja, Francja, Cypr, Egipt i Syria.
Na ponad trzystu grafikach upamiętnił piękno ziemi wołkowyskiej. Od 1939 prawie do śmierci pisał historię tego rejonu – powstało 27 tomów rękopisów. Napisał również autobiografię zatytułowaną Moje Ojczyzny. Od Zieniowiec do Gorzowa. Ostatnie lata życia spędził w domu pomocy społecznej. Pochowany został w Zaułku Poetów na cmentarzu komunalnym w Gorzowie  (4R/1/4) .

## Odznaczenia
Odznaczony w 1944 Srebrnym Krzyżem Zasługi z Mieczami za działalność w ruchu oporu (Armia Krajowa). W 1956 otrzymał Złoty Krzyż Zasługi. Odznaczono go również Krzyżem Kawalerskim Orderu Odrodzenia Polski i Medalem KEN.

## Członkostwo
Był członkiem Polskiego Towarzystwa Historycznego i przewodniczącym Chorągwianej Komisji Historycznej ZHP w Gorzowie Wielkopolskim.